# Krasonice (zámek)
Zámek Krasonice stojí v centru obce Krasonice v jihlavském okrese, nedaleko kostela sv. Vavřince. Od roku 1972 je chráněn jako kulturní památka.

## Historie
Zámku předcházela tvrz, o níž se dochovala jediná zmínka k roku 1390, kdy je uváděna jako pobořená. Z této tzv. staré tvrze se zbylo pouze tvrziště s příkopem. Na přelomu 15. a 16. století ji nahradila nová tvrz, jejímž majitelem za stavovského povstání byl Štěpán Kusý z Mukoděl, kterému byl po Bílé hoře majetek zkonfiskován. Panství Želetava, kam Krasonice spadaly, získal plukovník Hanibal ze Schaumburku, jenž v roce 1630 nechal tvrz přestavět na pozdně renesanční zámek. V roce 1652 panství odkoupila hraběnka Maximiliana Thurnová z Walsasina, po jejíž smrti v roce 1682 majetek zdědily její tři děti – synové Karel Maximilián a Matyáš a dcera Rozálie, manželka hraběte Jiřího Krištofa z Proskau. Další osudy zámku jsou totožné s osudy panství Želetava. V roce 1830 prošel zámek empírovou přestavbou, při níž došlo k založení anglického parku. V současné době je v soukromém vlastnictví.

## Popis
Jedná se o jednopatrovou stavbu, uzavírající nepravidelné nádvoří. Přízemí zámku je lemováno arkádami.

## Zajímavosti
- V roce 1817 se zde narodil dnes již téměř zapomenutý moravský básník Vincenc Furch.

## Dostupnost
K zámku nevede žádná značená turistická stezka, ovšem u zámeckého parku prochází silnice II/410 spojující Krasonice se Želetavou (u níž se napojuje na silnici II/112) a s Knínicemi. Okrajem Krasonic vede i červená turistická značka od Želetavy na Novou Říši, kterou kopíruje trasa NS Otokara Březiny.